# فلور ريفالس
فلور (أو فلورا) ريفالس (25 يناير 1889 - 29 أغسطس 1966)، فنانة سويسرية نشطة خلال العقود الأولى من القرن العشرين. ريفالس بدأت كمغنية في سويسرا, رقصت  راقصين الباليه الروس في أوروبا وأمريكا وظهرت في برودواي وهوليوود قبل استئناف حياتها المهنية في الغناء في أوروبا. تعرف أيضاً بكونها عمة نجم الأفلام الفرنسي غاي تريجان [الإنجليزية] (1921-2001).

## وصلات خارجية
- فلور ريفالس على موقع IMDb (الإنجليزية)
- فلور ريفالس على موقع قاعدة بيانات برودواي على الإنترنت (الإنجليزية)
- فلور ريفالس على موقع قاعدة بيانات الفيلم (الإنجليزية)
- فلور ريفالس على موقع كينوبويسك (الروسية)
- قالب:Theaterlexikon